# Mesochorus comptus
Mesochorus comptus là một loài tò vò trong họ Ichneumonidae.